# Gemerské Michalovce
Gemerské Michalovce, ungarisch Gömörmihályfala (bis 1948 slowakisch „Michalovce“ – bis 1927 auch „Mihalovce“; ungarisch alternativ Gömörmihályfalva oder Mihályfal[v]a) ist eine Gemeinde in der südlichen Mittelslowakei mit 90 Einwohnern (Stand 31. Dezember 2024), die im Okres Rimavská Sobota, einem Kreis des Banskobystrický kraj, liegt und zur traditionellen Landschaft Gemer gehört.

## Geographie

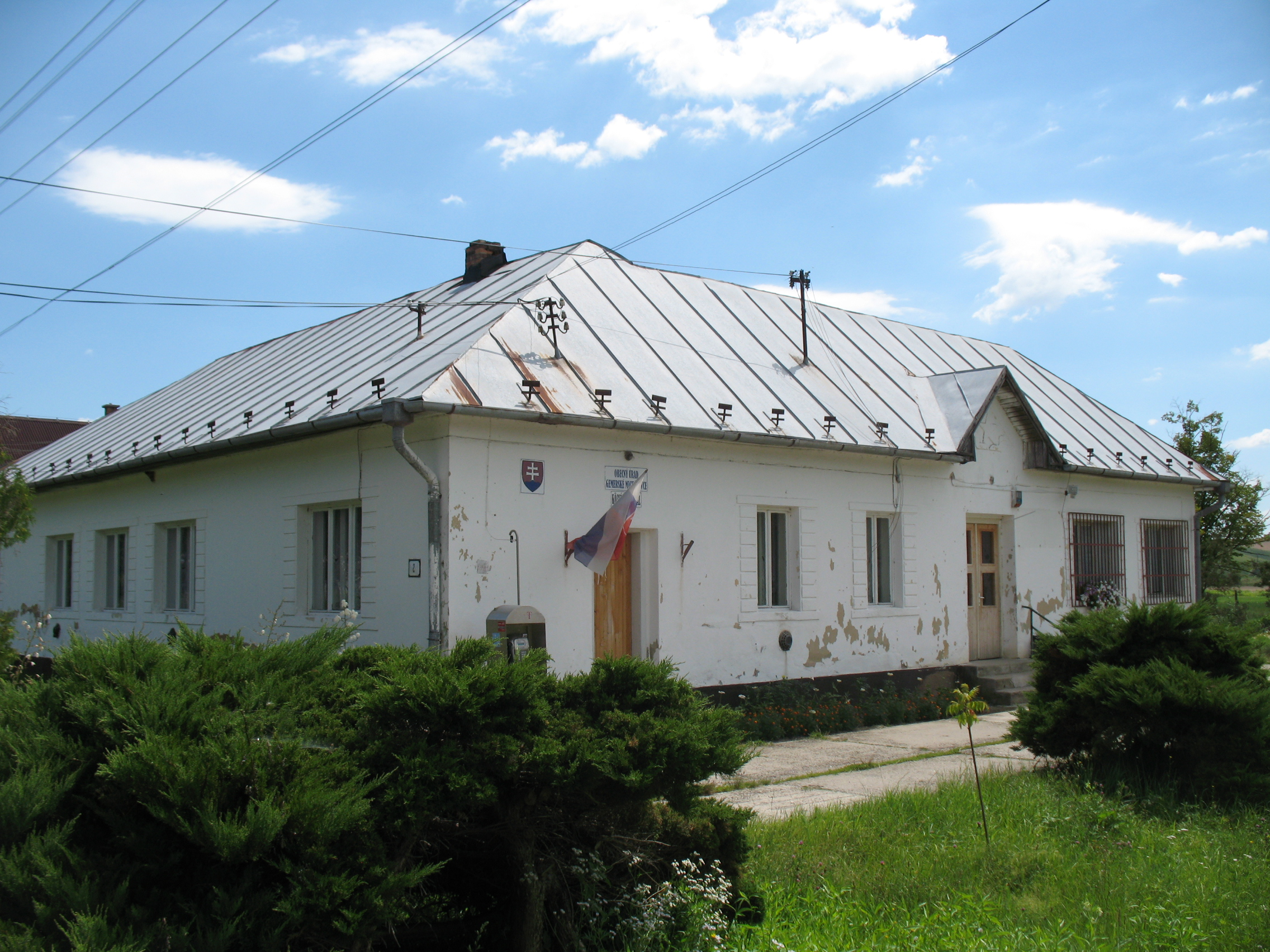
Gemeindeamt von Gemerské Michalovce

Die Gemeinde befindet sich im östlichen Teil des Talkessels Rimavská kotlina (Teil der größeren Einheit Juhoslovenská kotlina), am Bach Kaloša im Einzugsgebiet der Slaná. Das Ortszentrum liegt auf einer Höhe von 195 m n.m. und ist 14 Kilometer von Tornaľa sowie 26 Kilometer von Rimavská Sobota entfernt.
Nachbargemeinden sind Valice im Norden, Rašice im Nordosten, Kaloša im Osten und Süden, Rakytník im Südwesten, Uzovská Panica im Westen und Vyšné Valice (Katastralgemeinde Gregorovce) im Nordwesten.

## Geschichte
Gemerské Michalovce wurde zum ersten Mal 1413 als Myhalfalwa schriftlich erwähnt und war ein landadliges Dorf. 1828 zählte man 44 Häuser und 337 Einwohner, die als Landwirte beschäftigt waren.
Bis 1918/19 gehörte der im Komitat Gemer und Kleinhont liegende Ort zum Königreich Ungarn und kam danach zur Tschechoslowakei beziehungsweise heute Slowakei. Auf Grund des Ersten Wiener Schiedsspruchs lag der Ort von 1938 bis 1944 noch einmal in Ungarn. Von 1971 bis 1990 war Gemerské Michalovce Teil der Nachbargemeinde Valice.

## Bevölkerung
| Jahr                | 1994 | 2004     | 2014     | 2024    |
| ------------------- | ---- | -------- | -------- | ------- |
| Anzahl der Personen | 98   | 108      | 97       | 90      |
| Unterschied         |      | +10,20 % | −10,18 % | −7,21 % |

| Jahr                | 2023 | 2024    |
| ------------------- | ---- | ------- |
| Anzahl der Personen | 92   | 90      |
| Unterschied         |      | −2,17 % |

Gemäß der Volkszählung 2011 wohnten in Gemerské Michalovce 99 Einwohner, davon 78 Magyaren, 18 Slowaken und drei Tschechen. 
68 Einwohner bekannten sich zur reformierten Kirche, 21 Einwohner zur römisch-katholischen Kirche und ein Einwohner zur griechisch-katholischen Kirche. Sechs Einwohner waren konfessionslos und bei drei Einwohnern wurde die Konfession nicht ermittelt.